# Carrer de Sant Roc
El Carrer de Sant Roc és un dels més interessants de Vilassar de Mar (Maresme) per l'homogeneïtat dels seus edificis, especialment en el tractament de les façanes. Forma part en l'Inventari del Patrimoni Arquitectònic de Catalunya tant en el seu conjunt com diversos dels edificis que hi ha de manera singular.

## Conjunt
La majoria dels edificis del carrer de Sant Roc foren realitzats o refets entre finals del segle xix i principis del XX i una de les característiques més interessants és que totes les cases tenien un jardí al davant, separat pel carrer. Avui, l'especulació del terreny ha fet que molts d'aquests jardins hagin estat construïts i s'hagi malmès l imatge inicial el carrer. No obstant això, se'n conserven tres, amb belles tanques amb reixes de ferro, que corresponen a les cases que tenen al davant.

## Número 19
Edifici civil que segueix la línia del carrer i està adossat pels dos murs laterals a altres edificis. Està format per una planta baixa, dos pisos i un terrat. El seu interès recau fonamentalment a la façana principal, amb un portal d'entrada al lateral i un finestral a la planta baixa, una balconada que recorre l'amplada de l'edifici al primer pis, amb dues sortides, dues finestres geminades separades per una columneta alb capitell amb elements florals al segon pis i una cornisa suportada per mènsules molt treballades, així com la balustrada del terrat i el coronament central esgrafiat en forma de frontó circular. Cal destacar el treball de la barana de ferro i l'eclecticisme de la decoració. A la part posterior hi ha una eixida o pati. L'edifici del número 19 forma part de manera individual de l'Inventari del Patrimoni Arquitectònic de Catalunya.

## Número 25
Edifici civil que segueix la línia del carrer i està adossat pels dos murs laterals a altres edificis. Està format per una planta baixa, dos pisos i un terrat. El seu interès recau fonamentalment a la façana principal, amb un portal d'entrada al lateral i un finestral a la planta baixa, una balconada que recorre l'amplada de l'edifici al primer pis, amb dues sortides, dues finestres geminades separades per una columneta alb capitell amb elements florals al segon pis i una cornisa suportada per mènsules molt treballades, així com la balustrada del terrat i el coronament central esgrafiat en forma de frontó circular i pilastres adossades. Cal destacar el treball de la barana de ferro i l'eclecticisme de la decoració. A la part posterior hi ha una eixida o pati. L'edifici del número 25 forma part de manera individual de l'Inventari del Patrimoni Arquitectònic de Catalunya.

## Número 33

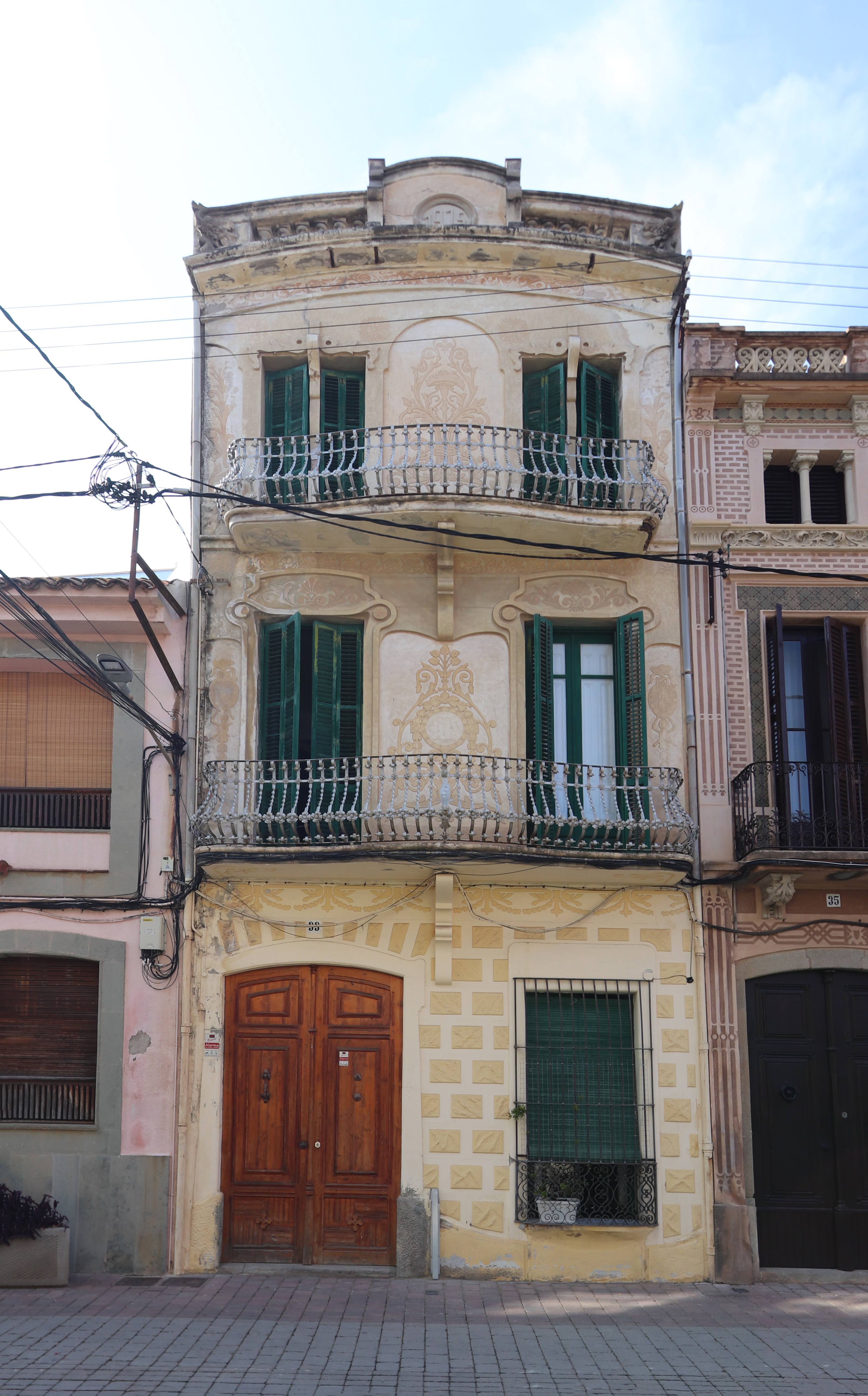
Número 33 del carrer Sant Roc

Edifici civil que segueix la línia del carrer i està adossat pels dos murs laterals a altres edificis. Està format per una planta baixa i dos piso. El seu interès recau fonamentalment a la façana principal degut a la profusa decoració. Destaquen les dues grans balconades de ferro que recorren l'amplada de l'edifici i que presenten unes línies sinuoses així com els esgrafiats de motius vegetals i florals, garlandes i orles. Si en alguns elements la sinuositat de les línies sembla apropar aquesta decoració a les línies modernistes, altres elements la situen més a prop els motius de tipus neoclàssic. Destaquen les mènsules centrals que suporten els balcons i el pilar de separació que gemina les finestres superiors. L'edifici del número 33 forma part de manera individual de l'Inventari del Patrimoni Arquitectònic de Catalunya.

## Número 35
Edifici civil que segueix la línia del carrer i està adossat pels dos murs laterals a altres edificis. Està format per una planta baixa, dos pisos i un terrat. El seu interès recau fonamentalment a la façana principal, amb un portal d'entrada situat al lateral i un finestral a la planta baixa, una balconada que recorre l'amplada de l'edifici al primer pis, amb dues sortides, dues finestres geminades amb una columneta central i dos columnetes adossades lateralment, amb capitells esculpits al segon pis i una cornisa suportada per mènsules molt treballades, i una barana de pedra mostrejada al terrat. Cal destacar el treball de la barana de ferro i l'eclecticisme de la decoració, especialment els esgrafiats que reprodueixen la forma dels maons i sanefes amb motius geomètrics a la part inferior. Destaca també la franja que separa el primer pis del segon, amb elements vegetals esculpits.L'edifici del número 35 forma part de manera individual de l'Inventari del Patrimoni Arquitectònic de Catalunya.

## Número 49
Edifici civil que segueix la línia del carrer i està adossat pels dos murs laterals a altres edificis. Està format per una planta baixa, dos pisos i un terrat. El seu interès recau fonamentalment a la façana principal, amb un portal d'entrada lateral i un finestral a la planta baixa, una balconada que recorre l'amplada de l'edifici al primer pis, amb dues sortides, dues finestres al segon pis, una cornisa suportada per mènsules i una barana de pedra treballada al terrat.
Cal destacar el treball de la barana de ferro del balcó i especialment de les finestres del pis superior que eludeixen les barres verticals. Hi ha un cert eclecticisme en l'ornamentació, amb pilastres adossades als angles de la façana, guardapols, franges esculpides amb elements florals i mènsules clàssiques sota les llindes de les finestres.

## Galeria d'imatges

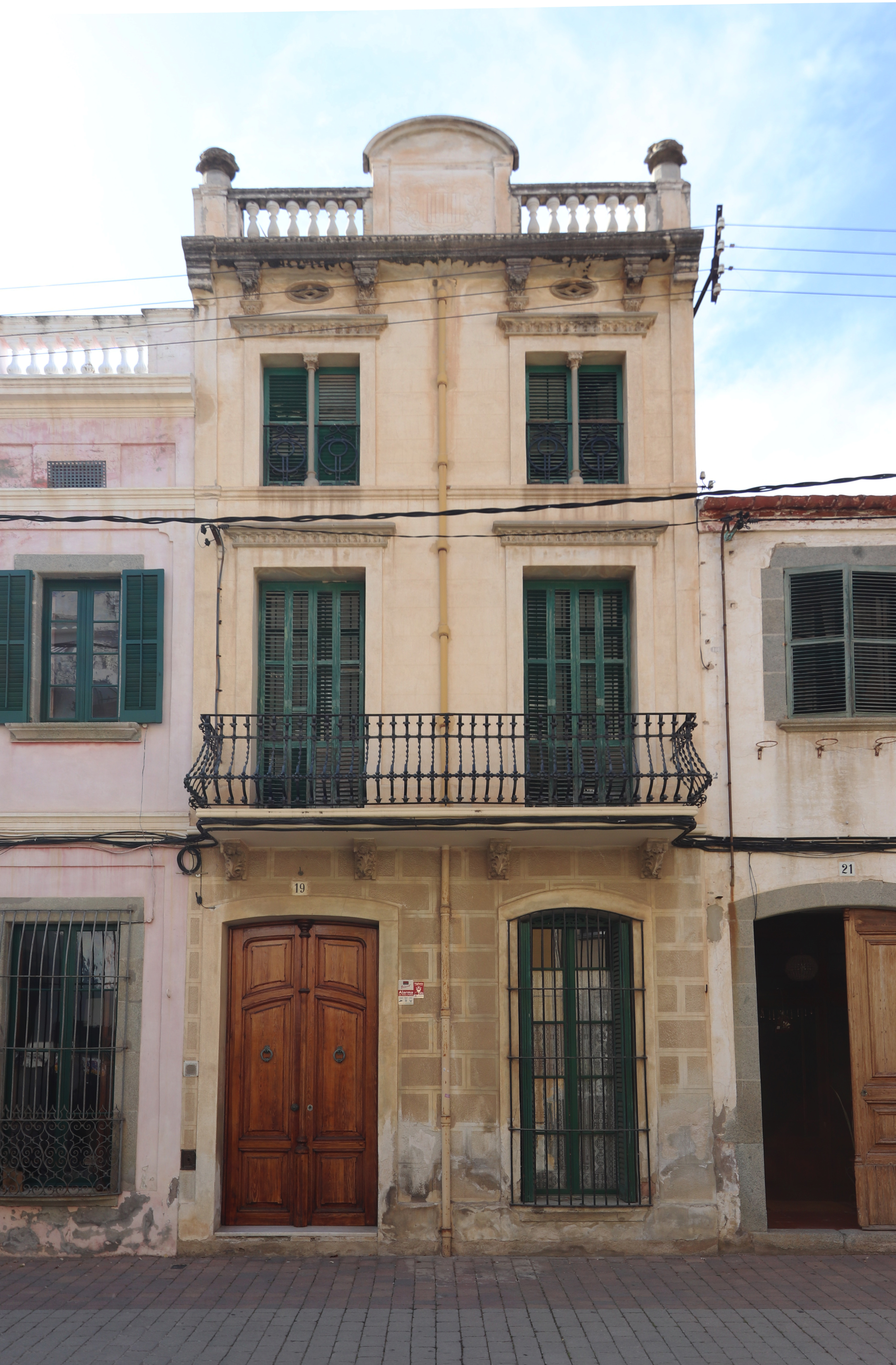
Número 19 del carrer Sant Roc
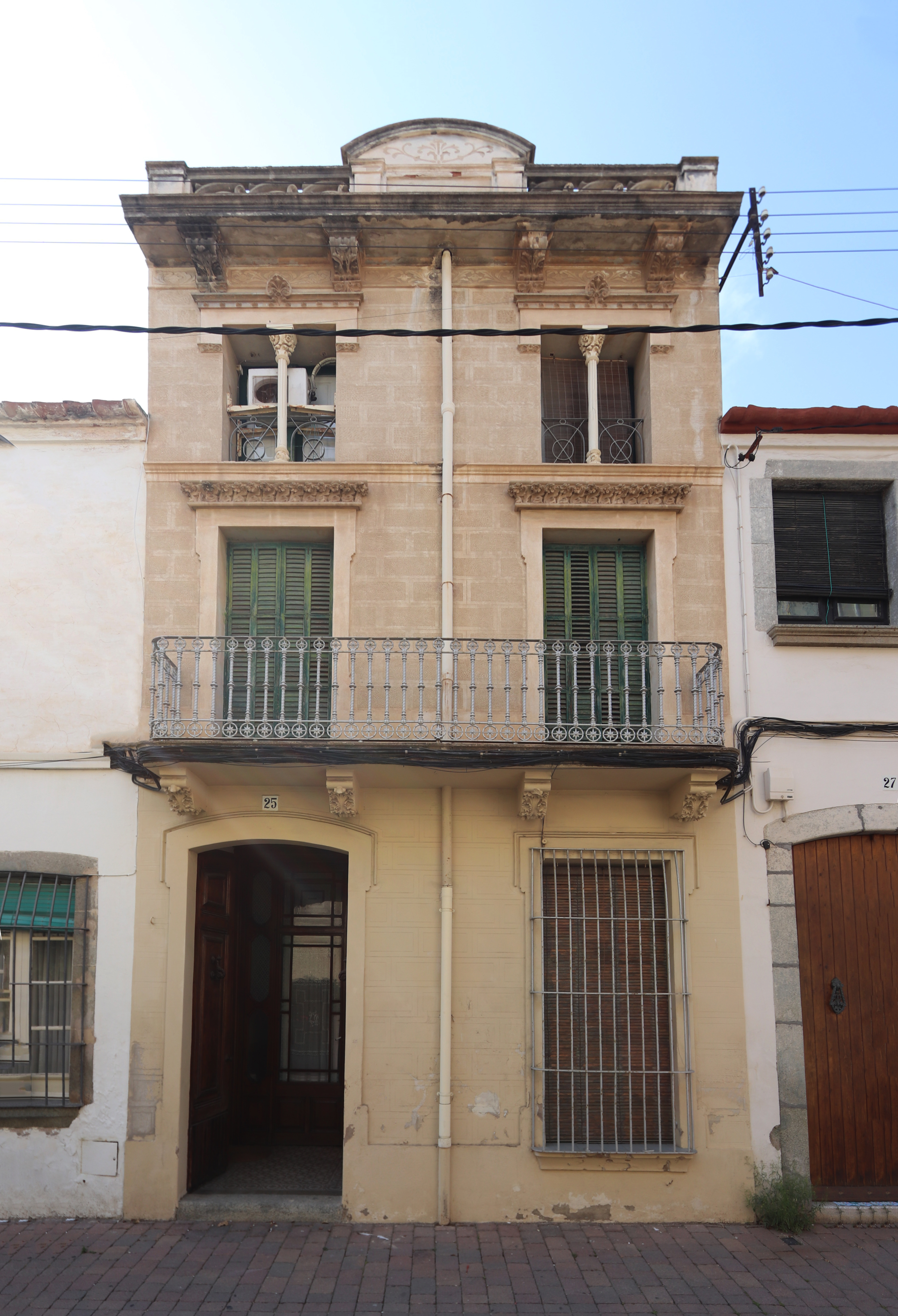
Número 25 del carrer Sant Roc
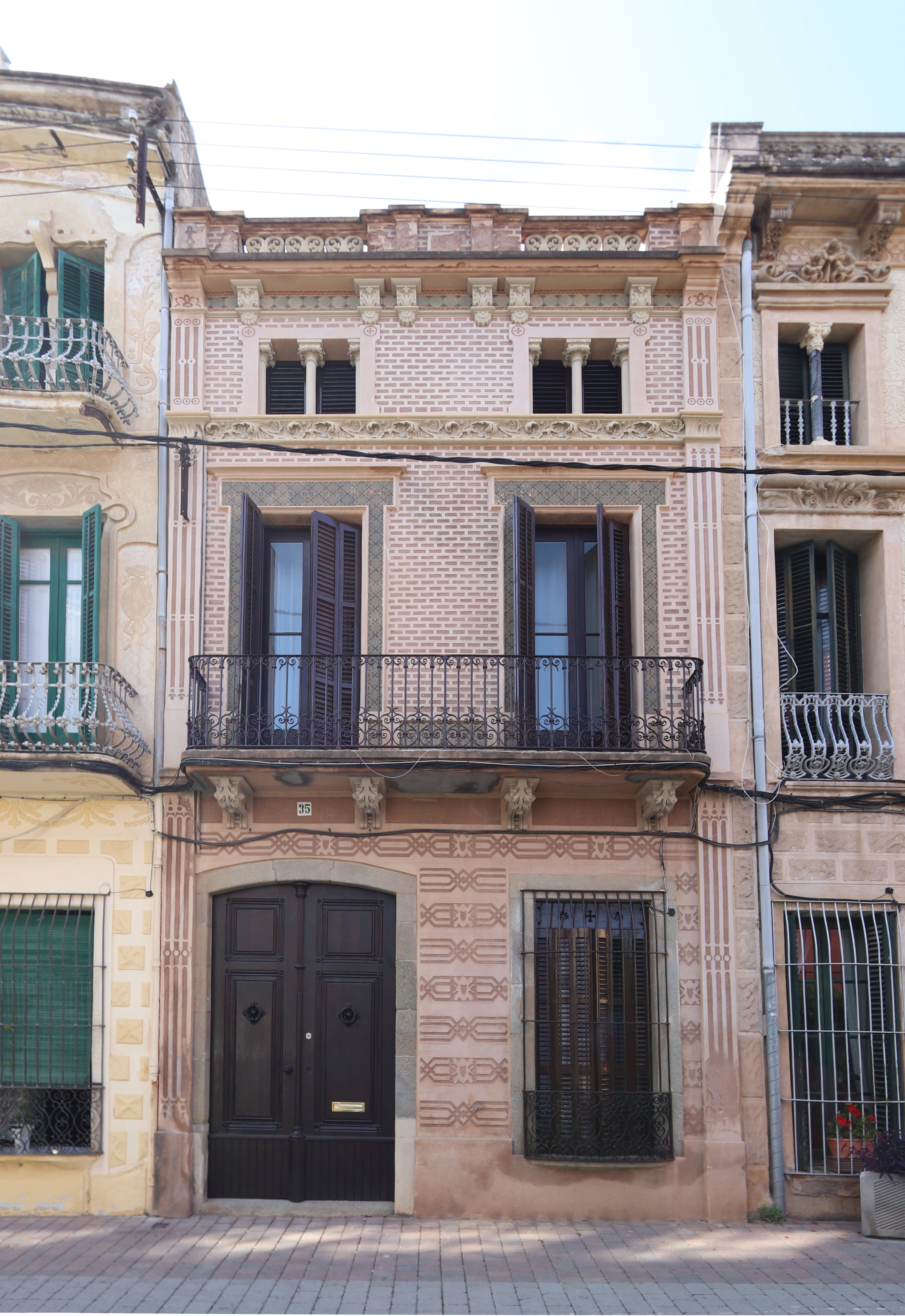
Número 35 del carrer Sant Roc
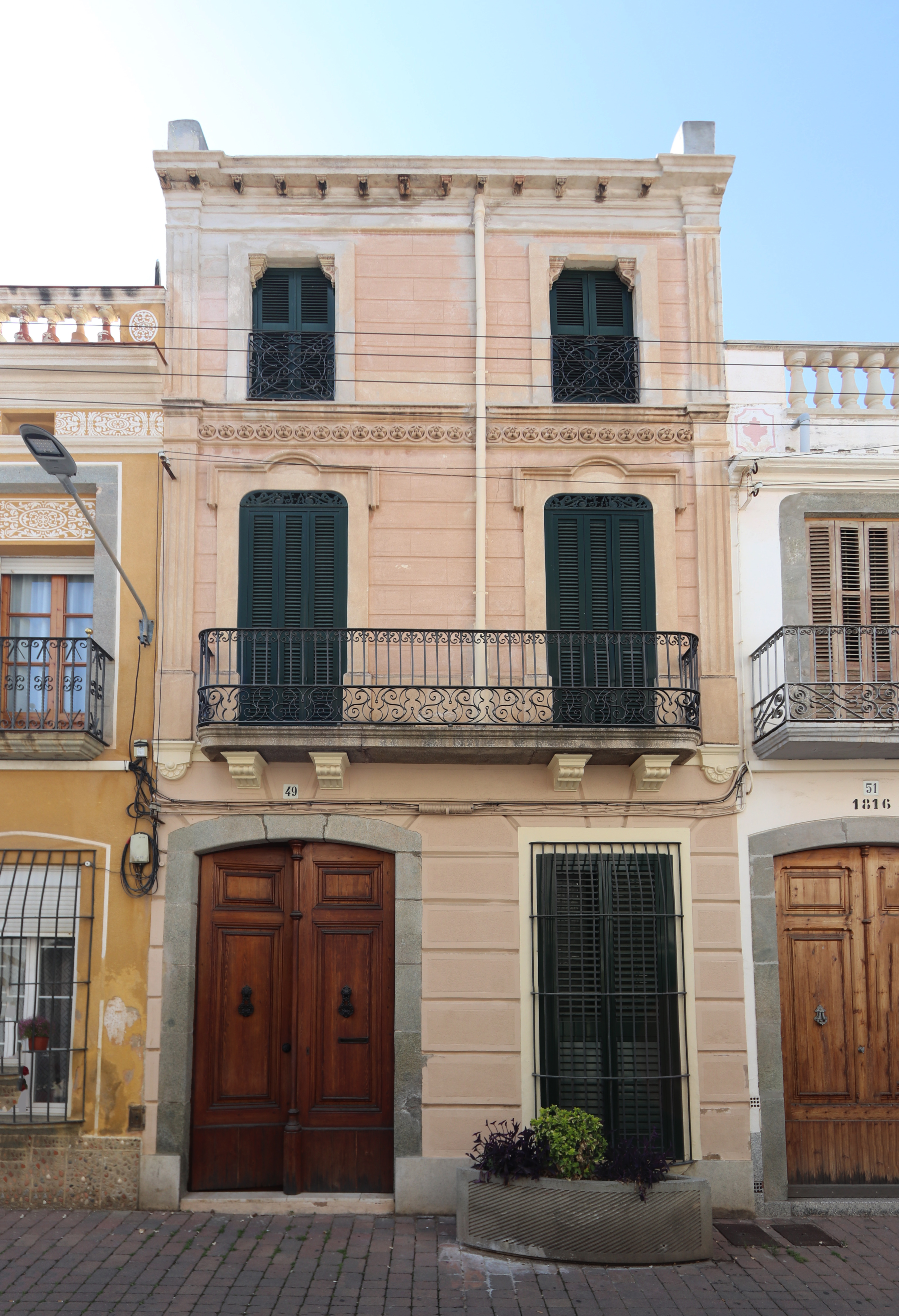
Número 49 del carrer Sant Roc